# Chorrillos (Viña del Mar)
Chorrillos es un barrio residencial de la comuna de Viña del Mar, Chile, ubicado al sur del estero Marga Marga y al oriente del centro de la comuna. Su nombre recuerda a la batalla de Chorrillos (1881), parte de la campaña de Lima durante la Guerra del Pacífico.

## Historia
El barrio nació de forma gradual, con la construcción de varias casonas aisladas a mediados del siglo xix. En 1894 se habilitó una estación de ferrocarril en el sector, parte del ferrocarril de Valparaíso a Santiago, y en 1906 llegó una línea de tranvías desde el sector céntrico de Valparaíso.
A fines del siglo xx y a comienzos del siglo xxi el barrio comenzó a acoger a distintas instituciones educativas, que le comenzaron a dar un carácter estudiantil al sector, como el Colegio Alemán, el Seminario San Rafael y el Instituto Duoc UC.